# Manuel Locatelli
Manuel Locatelli (Lecco, 8 januari 1998) is een Italiaans voetballer die doorgaans als centrale middenvelder speelt. Hij maakte in 2021 de overstap van Sassuolo naar Juventus. Hij debuteerde in 2020 als international van het Italiaans voetbalelftal, waarmee hij in 2021 Europees kampioen werd.

## Clubcarrière

### AC Milan
Locatelli werd geboren in Lecco en doorliep de jeugdopleiding van AC Milan. Op 21 april 2016 debuteerde hij in de Serie A tegen Carpi. Hij viel na 73 minuten in voor Andrea Poli. Op 14 mei speelde de middenvelder zijn tweede competitiewedstrijd tegen AS Roma. Hij mocht van interim-coach Cristian Brocchi in de basiself starten en speelde de volledige wedstrijd.
Op 2 oktober tekende Locatelli voor zijn eerste doelpunt in de Milanese hoofdmacht. In eigen huis werd met 4–3 gewonnen van Sassuolo. De middenvelder mocht van de nieuwe trainer Vincenzo Montella na een uur spelen als invaller voor Riccardo Montolivo het veld betreden en dertien minuten daarna tekende hij voor de 3–3. Drie weken later was hij tegen Juventus met de enige treffer van de wedstrijd goed voor drie punten. In oktober verlengde Locatelli zijn verbintenis bij Milan met twee jaar, tot medio 2020.Op 23 december won Locatelli als basisspeler de Supercoppa van Juventus na strafschoppen.
Dat seizoen speelde Locatelli 27 wedstrijden in alle competities. Op 28 september 2017 maakte hij zijn debuut in de Europa League tegen HNK Rijeka (3-2). In totaal speelde Locatelli 62 wedstrijden voor AC Milan.

### Sassuolo
In de zomer van 2018 arriveerde Tiémoué Bakayoko in Milaan en werd Locatelli verhuurd aan Sassuolo, dat een verplichting tot koop had. Hij maakte zijn debuut voor de club op 26 augustus tegen Cagliari. Hij kwam tot drie goals in 31 wedstrijden. Daarna werd hij definitief overgenomen door de club voor een bedrag van 14 miljoen euro. Hij speelde vervolgens nog 68 wedstrijden in de twee seizoenen die volgde, waarin hij vijf maal scoorde.

### Juventus
Op 18 augustus 2021 presenteerde Juventus Locatelli als nieuwe speler, na een succesvol EK 2020 dat werd gewonnen door Italië. Hij werd in eerste instantie voor twee seizoenen gehuurd, waarna Juventus de speler voor 25 miljoen euro (over drie jaar) plus 12,5 miljoen euro aan bonussen. Dit werd de grootste uitgaande transfer van US Sassuolo ooit. Bij Juventus werd hij herenigd met Massimiliano Allegri, die hem in 2013 op zijn vijftiende liet meetrainen bij AC Milan.
Vier dagen na zijn arriveren maakte hij in een 2-2 gelijkspel tegen Udinese zijn debuut voor de club. Op 26 september scoorde hij tegen UC Sampdoria de winnende in een 3-2 overwinning en daarmee zijn eerste voor Juventus. Hij speelde 43 en 49 wedstrijden in zijn seizoenen op huurbasis bij Juventus, waarna hij definitief werd ingelijfd. 
In het seizoen 2023/24 speelde hij vier wedstrijden in de Coppa Italia, maar door een schorsing moest hij de met 1-0 gewonnen finale tegen Atalanta Bergamo aan zich voorbij laten gaan. 

## Clubstatistieken
| Seizoen | Club     | Competitie | Competitie | Competitie | Beker | Beker | Internationaal | Internationaal | Totaal | Totaal |
| Seizoen | Club     | Competitie | Wed.       | Dlp.       | Wed.  | Dlp.  | Wed.           | Dlp.           | Wed.   | Dlp.   |
| ------- | -------- | ---------- | ---------- | ---------- | ----- | ----- | -------------- | -------------- | ------ | ------ |
| 2015/16 | AC Milan | Serie A    | 2          | 0          | 0     | 0     | —              | —              | 2      | 0      |
| 2016/17 | AC Milan | Serie A    | 25         | 2          | 3     | 0     | —              | —              | 27     | 2      |
| 2017/18 | AC Milan | Serie A    | 21         | 0          | 3     | 0     | 9              | 0              | 33     | 0      |
| 2018/19 | Sassuolo | Serie A    | 29         | 2          | 2     | 1     | —              | —              | 31     | 3      |
| 2019/20 | Sassuolo | Serie A    | 33         | 0          | 1     | 0     | —              | —              | 34     | 1      |
| 2020/21 | Sassuolo | Serie A    | 34         | 4          | 0     | 0     | —              | —              | 34     | 4      |
| 2021/22 | Juventus | Serie A    | 31         | 3          | 5     | 0     | 7              | 0              | 43     | 3      |
| 2022/23 | Juventus | Serie A    | 32         | 0          | 4     | 0     | 13             | 0              | 49     | 0      |
| 2023/24 | Juventus | Serie A    | 36         | 1          | 4     | 0     | —              | —              | 40     | 1      |
| 2024/25 | Juventus | Serie A    | 17         | 0          | 2     | 0     | 5              | 0              | 24     | 0      |
| Totaal  | Totaal   | Totaal     | 260        | 12         | 24    | 1     | 34             | 0              | 318    | 13     |

Bijgewerkt op 6 januari 2025.

## Interlandcarrière
Locatelli kwam uit voor verschillende Italiaanse nationale jeugdelftallen. Op 7 september 2020 maakte Locatelli zijn debuut voor het Italiaans voetbalelftal in een UEFA Nations Leaguewedstrijd tegen Nederland in Amsterdam (0–1 winst). In zijn 8ste wedstrijd onder leiding van Mancini scoort hij zijn eerste goal tegen Bulgarije (0-2). Locatelli werd opgenomen in de definitieve selectie voor het Europees kampioenschap voetbal 2020, dat in 2021 werd gehouden.

## Erelijst
| Competitie          |          |          |          |          |
| Competitie          | Aantal   | Jaren    |          |          |
| AC Milan            | AC Milan | AC Milan | AC Milan | AC Milan |
| ------------------- | -------- | -------- | -------- | -------- |
| Supercoppa Italiana | 1×       | 2016     |          |          |
| Juventus            |          |          |          |          |
| Coppa Italia        | 1×       | 2023/24  |          |          |

| Competitie | Winnaar | Winnaar | Runner-up | Runner-up | Derde  | Derde  |
| Competitie | Aantal  | Jaren   | Aantal    | Jaren     | Aantal | Jaren  |
| Italië     | Italië  | Italië  | Italië    | Italië    | Italië | Italië |
| ---------- | ------- | ------- | --------- | --------- | ------ | ------ |
| EK voetbal | 1x      | 2020    |           |           |        |        |